# سیارک ۵۷۵۱
سیارک ۵۷۵۱ (به انگلیسی: 5751 Zao، نامگذاری:1992AC) پنج هزار و هفتصد و پنجاه و یکمین سیارک کشف شده‌است که در ۵ ژانویه ۱۹۹۲ کشف شد.
قدر مطلق سیارک برابر ۱۴٫۸۰ است.